# 维侯多达拱廊街

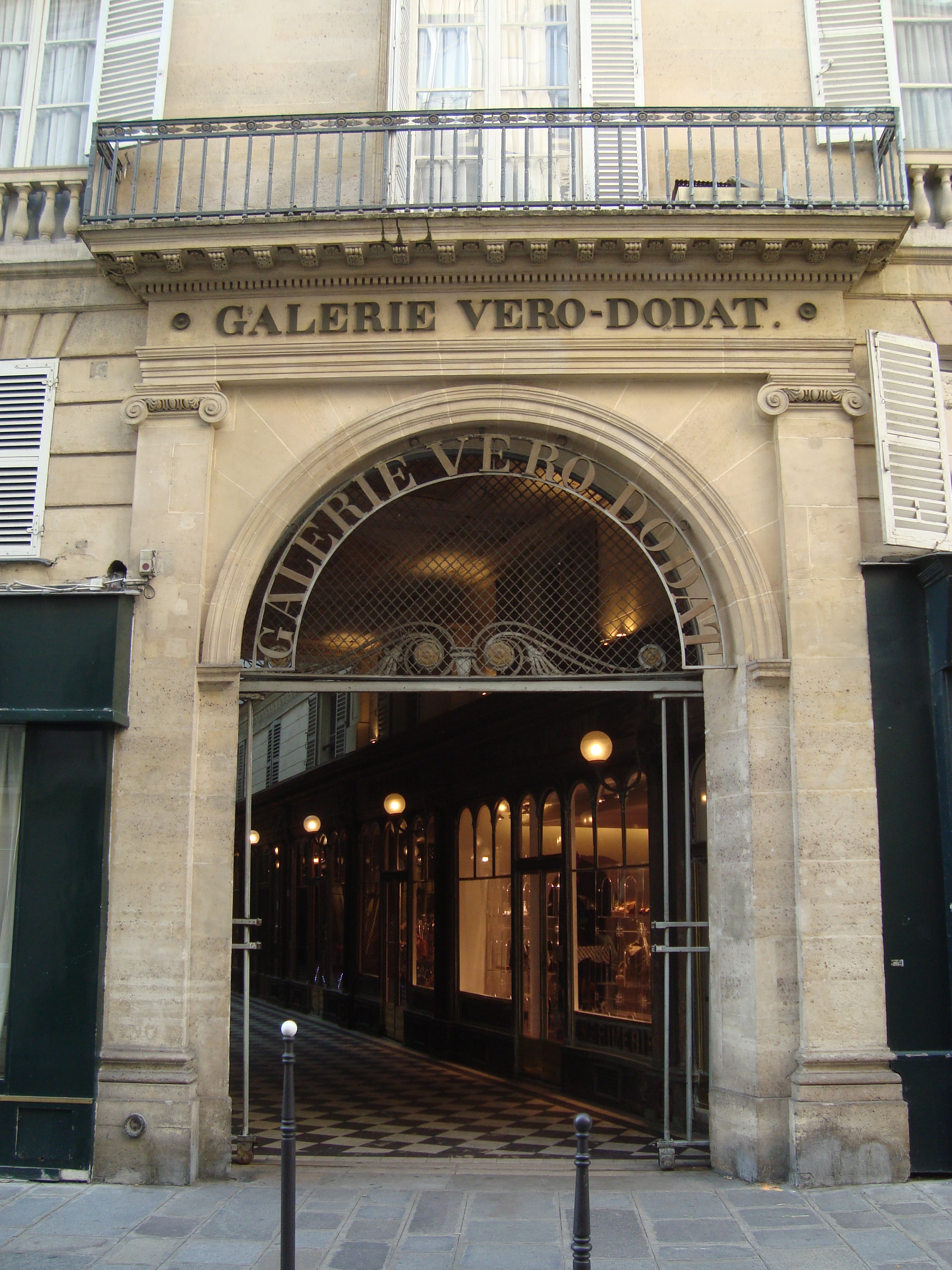
Bouloi街入口

维侯多达拱廊街（Galerie Véro-Dodat）是法国巴黎的一条拱廊街，位于巴黎第一区，两端是让-雅克·卢梭路（Rue Jean-Jacques-Rousseau）和Bouloi街，介于巴黎皇家宮殿和巴黎大堂之间。
维侯多达拱廊街建于1826年，波旁王朝复辟时期。  
维侯多达拱廊街是巴黎最早使用煤气照明的拱廊街之一（1830年），也是最后陷入衰退的拱廊街之一。其衰落开始于法兰西第二帝国时期。1965年6月9日，它被列为法国历史地标，1997年修复，恢复19世纪新古典主义的辉煌，开设的都是优雅的古玩店、艺术书店和设计师精品店。
维侯多达拱廊街为新古典主义风格，大理石柱子，金饰，壁画，黑白瓷砖对角线网格地面。天花板较低，饰以风景画而不是玻璃。入口上方设计了阳台。